# Horváth Károly (zeneszerző)
Horváth Károly (Nagyvárad, 1950. október 26. – Budapest, 2015. november 4.) magyar előadóművész, zeneszerző.

## Életrajza
A zenét szinte az anyatejjel kapta, édesanyja Horváth Magda, Nagyvárad egyik legjobb zongoratanára volt.
1970–ben érettségizett a nagyváradi zenei líceumban, majd 1975-ben szerzett diplomát a bukaresti Ciprian Porumbescu Zeneművészeti Egyetemen. 1975-től a bukaresti televízió magyar adásának állandó munkatársa. „Concorde” (Horváth Károly, Józsa Erika) és „Táltos” (Demian József, Gáspár Álmos, Horváth Károly, Józsa Erika, Nemes György) néven megalapítja Erdély legelső és leghíresebb folk-együtteseit, alapító tagja a Tinódi régizene együttesnek, s egyik meghatározó egyénisége a Vox Humana kamarakórusnak. Nevéhez fűződik a székelyudvarhelyi Tomcsa Sándor Színház alapítása és a székelyudvarhelyi Ünnepi Játékok létrehozása is.
A sepsiszentgyörgyi színház zenészeként (1975-1987) számos romániai magyar színház előadásaihoz írt színpadi zenét.
1987-ben áttelepült Magyarországra.
A Mákvirág folk-együtteshez csatlakozott, amellyel 1987-1992 között több világturnén (Nyugat Európa, Észak és Dél-Amerika, Ausztrália) vett részt.
1992 végén kezdett elsősorban színpadi zenével foglalkozni. Magyarország, Erdély, Vajdaság majdnem minden magyar színházában dolgozott mint zeneszerző és hangszeres zenész.
2000-től a veszprémi Petőfi színház, majd a zalaegerszegi Hevesi Sándor színház zenei vezetője és a székelyudvarhelyi Artera Alapítvány művészeti vezetője.
2008-2011 között a zalaegerszegi Griff bábszínház igazgatója. 2013-tól a székesfehérvári Királyi szertartás-játékok zeneszerzője, zenei vezetője. (István oratórium, Szent László, Könyves Kálmán).
Több mint 250 színpadi kísérőzene szerzője.
Neves magyar és európai rendezők (Árkosi Árpád, Jászai díjas, Bagó Bertalan Jászai díjas, Bereményi Géza Kossuth díjas, Anca Bradu Uniter díjas, Josef Demian, Victor Ioan Frunză Uniter díjas, Halasi Imre Jászai díjas, Mácsai Pál Jászai díjas, Máté Gábor Jászai díjas, Paolo Magelli, Pinczés István Jászai díjas, Merő Béla, Ruszt József Jászai és Kossuth díjas, Szabó K. István, Szikora János Jászai díjas, Tompa Miklós érdemes művész, Tömöry Péter, Tasnádi Csaba Jászai díjas) alkotótársa.

## Legfontosabb munkái

### Musicalek
- Horváth-Józsa-Tömöry: Síp a tökre (Állami Magyar Színház, Temesvár, 1978., R.: Tömöry)
- Horváth-Józsa: Leányrablás (Harag György Színház, Szatmárnémeti, 1998, R.: Pinczés István)
- Horváth-Tömöry: Nőpápa (Tamási Áron színház Sepsiszentgyörgy, 2000., R.: Tömöry Péter)
- Horváth-Bereményi: Laura (Hevesi Sándor színház, Zalaegerszeg, 2005., R.: Bagó Bertalan, Katona József színház, Kecskemét, 2006., R.: Pinczés István)
- Horváth-Tömöry: Vőlegényfogó (Tomcsa Sándor Színház, 2006., R.: Tömöry Péter)
- Horváth-Tömöry: Canterbury mesék (Hevesi Sándor színház, 2006., R.: Szabó K. István)
- Horváth Károly-Tömöry Péter: Ludas Matyi (bábopera, Griff bábszínház, R.: Rumi László)

### Prózai előadások kísérőzenéje
- Tamási Áron: Vitéz lélek (Sepsiszentgyörgy 1978., R.: Tompa Miklós)
- Sütő András: Szuzai menyegző (Sepsiszentgyörgy, 1980, R.: Seprődi Kiss Attila)
- Brecht: Kaukasischer Kreidekreis (Bruchsal, 1993., R.: Tömöry Péter)
- Vörösmarty: Csongor és Tünde (Temesvár, 1995., R.: Merő Béla)
- Gombrowtcz: Operett (Debrecen, 1995., R.: Pinczés István)
- Molnár Ferenc: Liliom (Zalaegerszeg, 1997., R.: Paolo Magelli)
- Alfred de Musset: Lorenzaccio (Temesvár, 1999., V. Ioan Frunza)
- Shakespeare: Visul unei nopţi de vară (Kolozsvár, 1999., R.: V. Ioan Frunza)
- Shakespeare: Romeo şi Julieta (Szatmárnémeti, 1998., R.: Tömöry Péter)
- Faßbinder: A szenny, a város és a halál (Veszprém, 2002., R.: Tömöry Péter)
- Móricz: Uri muri (Zalaegerszeg, 2003, Dosztojevszkij: Az idióta (Katona József színház Bp. 2003., R.: Máthé Gábor)
- Molière: Don Juan (Zalaegerszeg, 2004., R.: Bagó Bertalan)
- Shakespeare: Hamlet (Avignoni Fesztivál, 2004., R.: Anca Bradu)
- Szabó Magda: Az ajtó (Zalaegerszeg, 2005., R.: Bereményi Géza)
- Matei Visniec: A kommunizmus története elmebetegeknek (Újvidék, 2006., R.: Anca Bradu)
- Tasnádi István: Magyar zombi (Zalaegerszeg, 2006., R.: Bagó Bertalan)
- Bereményi: Az arany ára (Bárka színház Bp. 2007., R.: Bagó Bertalan)
- Tasnádi István: Finito (Örkény színház Bp.2007., R.: Mácsai Pál)
- Cocteau: Vásott kölykök (Székelyudvarhely, 2007., R.:Szabó K. István)
- Shakespeare: III. Richárd (Zalaegerszeg, 2008., R.: Bagó Bertalan)
- Gogol: Revizor (Zalaegerszeg, 2009., R.: Bagó Bertalan)
- Ödön von Horváth: Kazimir és Karolin (Nagyvárad, 2009., R.: Anca Bradu)
- Szerb Antal: Az utas és a holdvilág (Zalaegerszeg, 2009., R.: Bagó Bertalan)
- Székely János: Caligula helytartója, Katona József Színház, Kecskemét 2009 (Rendező: Bagó Bertalan, Jászai-díjas)
- Shakespeare: Ahogy tetszik, Székelyudvarhelyi Tomcsa Sándor Színház 2010, Rendező: Anca Bradu
- Csíksomlyói passió, Móricz Zsigmond Színház Nyíregyháza 2010, Rendező: Bagó Bertalan, Jászai-díjas
- I. B. Singer: Teibele, Bukaresti Zsidó Színház 2010, Rendező: Szabó K. István
- Hubay Miklós: Elnémulás, Csokonai Színház, Debrecen 2010, Rendező: Árkosi Árpád, Jászai-díjas
- Forgách András: Léni, Pinceszínház, Budapest 2011, Rendező Bagó Bertalan
- Schiller: Stuart Mária, Szekszárdi Német Színház 2011, Rendező Tömöry Péter
- Tasnádi István: Közellenség, Szigligeti Színház, Nagyvárad 2011, Rendező: Tasnádi Csaba
- Schiller: Don Carlos, Új Színház, Budapest 2011, Rendező Bagó Bertalan
- Bertold Brecht: Puntilla úr és szolgája Matti, Szebeni Német Színház 2011, Rendező: Anca Bradu
- Romulus Guga: Amurgul burghez, Marosvásárhelyi Nemzeti Színház 2012, Rendező Anca Bradu
- István- oratórium- Koronázási szertartásjáték, Székesfehérvár 2013, Rendező Szikora János
- F. Dürrenmatt: A nagy Romulus, Szebeni Német Színház 2013, Rendező Anca Bradu
- I.L.Caragiale: Zűrzavaros éjszaka, Budapesti Nemzeti Színház 2013, Rendező Szabó K. István
- F. Dürrenmatt: A nagy Romulus, Nagyváradi Szigligeti Színház, 2013, Rendező Szabó K. István
- Molnár Ferenc: Liliom, Nagyváradi Szigligeti Színház 2014, Rendező Szikora János
- Szent László, a legendák királya, szertartásjáték, Székesfehérvár 2014, Rendező Szikora János
- Hasek: Svejk, Zalaegerszegi Hevesi Sándor Színház 2014, Rendező Halasi Imre
- Feydeau: Hülyéje, Szegedi Nemzeti Színház 2014, Rendező Bagó Bertalan
- Bereményi Géza: Kincsem, Thália Színház, Budapest 2014, Rendező Bereményi Géza
- Szophoklész: Antigoné, Debreceni Csokonai Színház 2014, Rendező Anca Bradu
- Shakespeare: Hamlet, Székesfehérvári Vörösmarty színház 2015, Rendező Szikora János
- Slobodzianek: A mi osztályunk, Nagyváradi Szigligeti Színház 2015, Rendező Anca Bradu
- Moricz Zsigmond: Pillangó, Móricz Zsigmond Színház, Nyíregyháza 2015, Rendező Szabó K. István
- Borbély Szilárd: Akárki, Debreceni Csokonai Színház 2015, Rendező Árkosi Árpád

### Filmzenék
- Baloane de curcubeu (1982, R.: J Demian)
- Piciu (1983, R.: Josef Demian)
- Lovind o pasăre de pradă (1984, R.: Josef Demian)
- Bordal (dokumentumfilm, 1996, R.: Zöldi László)
- Tündér Ilona (TV-film, 1998, R.: Gábor Katalin)
- Vasúti variációk (1998, R.: Zöldi László)
- Én itt maradok (2000, R.: Seregi Zoltán)
- Ellenpontok (2001, R.: Seregi Zoltán)
- Vadászat angolokra (2006, R.: Bagó Bertalan)
- Irodalom (Az ünnep) (2009, R.: Lőrincz Zsuzsa)
- Régimódi történet (R.: Bereményi Géza)
- Caligula helytartója (2012, R.: Bagó Bertalan)
- EMKE- volt egyszer egy kávéház (2013, R.: Bagó Bertalan)

### Bábelőadások
- Hamupipőke (R: Uray László)
- Tömöry: Harcos-karcos betlehemes (R.: Galambos Péter)
- Lőrincz Zsuzsa: Bazika (R.: Lőrincz Zsuzsa)
- Tömöry Péter : Titkos álom (R.: Tömöry)
- Bagossy László: A sötétben látó tündér (R.: Pénzes Csaba)
- Scheer Katalin: Nefelé (R.: Árkosi Árpád)
- Petőfi: János Vitéz (R.: Pinczés István)
- Upor László: Éljen Kinoppió (R.: Pinczés I.)
- Pintér Béla: Sütemények királynője (R.: Lőrincz Zsuzsa)

### Lemezek
- Kettőspont (Bukarest, 1978)[1]
- Zenés Karaván (Bukarest, 1979)
- Táltos ének (Bukarest, 1984)
- Mákvirág in Brasil (Sao Paolo, 1988)
- Békesség (Edinburgh, 1990)
- Téli népszokások (Udine, 1991)
- Fire Sermon (Székelyudvarhely, 2004)

## Díjak
- Siculus Fesztivál, 1971, Székelyudvarhely
- Siculus Fesztivál, 1972, Székelyudvarhely
- Kritikusok díja a Finito zenéjéért, 2008, Budapest[2]